# Denver Nuggets 2017-2018
La stagione 2017-2018 dei Denver Nuggets è stata la 42ª stagione della franchigia nella NBA.

## Draft
| Giro | Scelta | Giocatore     | Ruolo | Nazionalità | Università/Squadra |
| ---- | ------ | ------------- | ----- | ----------- | ------------------ |
| 1    | 24     | Tyler Lydon   | AG    | Stati Uniti | Syracuse           |
| 2    | 49     | Vlatko Čančar | AP    | Slovenia    | Mega Belgrado      |
| 2    | 51     | Monté Morris  | P     | Stati Uniti | Iowa State         |

## Roster
| \| Pos. \| Num. \| Naz. \| Nome \| Altezza \| Peso \| Data nascita \| Provenienza \| \| ---- \| ---- \| ---- \| -------------------- \| ------- \| ------ \| ------------ \| -------------- \| \| AG \| 00 \| \| Arthur, Darrell \| 206 cm \| 107 kg \| 25-03-1988 \| Kansas \| \| G/AP \| 5 \| \| Barton, Will \| 198 cm \| 86 kg \| 06-01-1991 \| Memphis \| \| G \| 25 \| \| Beasley, Malik \| 196 cm \| 89 kg \| 26-11-1996 \| Florida State \| \| AP \| 21 \| \| Chandler, Wilson \| 206 cm \| 102 kg \| 10-05-1987 \| DePaul \| \| G/AP \| 3 \| \| Craig, Torrey (TW) \| 198 cm \| 98 kg \| 19-12-1990 \| USC Upstate \| \| AG \| 35 \| \| Faried, Kenneth \| 203 cm \| 103 kg \| 19-11-1989 \| Morehead State \| \| P \| 34 \| \| Harris, Devin \| 191 cm \| 84 kg \| 27-02-1983 \| Wisconsin \| \| G \| 14 \| \| Harris, Gary \| 193 cm \| 95 kg \| 14-09-1994 \| Michigan State \| \| A \| 41 \| \| Hernangómez, Juancho \| 206 cm \| 104 kg \| 28-09-1995 \| Spagna \| \| AP \| 22 \| \| Jefferson, Richard \| 201 cm \| 106 kg \| 21-06-1980 \| Arizona \| \| C \| 15 \| \| Jokić, Nikola (C) \| 208 cm \| 113 kg \| 19-02-1995 \| Serbia \| \| A \| 20 \| \| Lydon, Tyler \| 203 cm \| 103 kg \| 09-04-1996 \| Syracuse \| \| AG \| 7 \| \| Lyles, Trey \| 208 cm \| 106 kg \| 05-11-1995 \| Kentucky \| \| AG \| 4 \| \| Millsap, Paul \| 203 cm \| 112 kg \| 10-02-1985 \| Louisiana Tech \| \| P \| 11 \| \| Morris, Monté (TW) \| 191 cm \| 79 kg \| 27-06-1995 \| Iowa State \| \| G \| 27 \| \| Murray, Jamal \| 193 cm \| 94 kg \| 23-02-1997 \| Kentucky \| \| AG/C \| 24 \| \| Plumlee, Mason \| 211 cm \| 116 kg \| 05-03-1990 \| Duke \| | Allenatore - Michael Malone Assistente/i - David Adelman - Ryan Bowen - Jordi Fernández - Chuck Hayes - Micah Nori - Wes Unseld jr. - Bob Weiss Legenda - (C) Capitano - (FA) Free agent - (S) Sospeso - (TW) Contratto Two-way - (GL) Assegnato a squadra G League affiliata - Infortunato Roster • Transazioni · Ultima transazione: 8 febbraio 2018 |                                            |                      |         |        |              |                |
| Pos. | Num. | Naz.                                       | Nome                 | Altezza | Peso   | Data nascita | Provenienza    |
| AG | 00 | Stati Uniti (bandiera)                     | Arthur, Darrell      | 206 cm  | 107 kg | 25-03-1988   | Kansas         |
| G/AP | 5 | Stati Uniti (bandiera)                     | Barton, Will         | 198 cm  | 86 kg  | 06-01-1991   | Memphis        |
| G | 25 | Stati Uniti (bandiera)                     | Beasley, Malik       | 196 cm  | 89 kg  | 26-11-1996   | Florida State  |
| AP | 21 | Stati Uniti (bandiera)                     | Chandler, Wilson     | 206 cm  | 102 kg | 10-05-1987   | DePaul         |
| G/AP | 3 | Stati Uniti (bandiera)                     | Craig, Torrey (TW)   | 198 cm  | 98 kg  | 19-12-1990   | USC Upstate    |
| AG | 35 | Stati Uniti (bandiera)                     | Faried, Kenneth      | 203 cm  | 103 kg | 19-11-1989   | Morehead State |
| P | 34 | Stati Uniti (bandiera)                     | Harris, Devin        | 191 cm  | 84 kg  | 27-02-1983   | Wisconsin      |
| G | 14 | Stati Uniti (bandiera)                     | Harris, Gary         | 193 cm  | 95 kg  | 14-09-1994   | Michigan State |
| A | 41 | Spagna (bandiera)                          | Hernangómez, Juancho | 206 cm  | 104 kg | 28-09-1995   | Spagna         |
| AP | 22 | Stati Uniti (bandiera)                     | Jefferson, Richard   | 201 cm  | 106 kg | 21-06-1980   | Arizona        |
| C | 15 | Serbia (bandiera)                          | Jokić, Nikola (C)    | 208 cm  | 113 kg | 19-02-1995   | Serbia         |
| A | 20 | Stati Uniti (bandiera)                     | Lydon, Tyler         | 203 cm  | 103 kg | 09-04-1996   | Syracuse       |
| AG | 7 | Canada (bandiera) · Stati Uniti (bandiera) | Lyles, Trey          | 208 cm  | 106 kg | 05-11-1995   | Kentucky       |
| AG | 4 | Stati Uniti (bandiera)                     | Millsap, Paul        | 203 cm  | 112 kg | 10-02-1985   | Louisiana Tech |
| P | 11 | Stati Uniti (bandiera)                     | Morris, Monté (TW)   | 191 cm  | 79 kg  | 27-06-1995   | Iowa State     |
| G | 27 | Canada (bandiera)                          | Murray, Jamal        | 193 cm  | 94 kg  | 23-02-1997   | Kentucky       |
| AG/C | 24 | Stati Uniti (bandiera)                     | Plumlee, Mason       | 211 cm  | 116 kg | 05-03-1990   | Duke           |

## Classifiche

### Northwest Division
| Northwest Division      | Northwest Division | Northwest Division | Northwest Division | Northwest Division | Northwest Division | Northwest Division | Northwest Division | Northwest Division |
| Squadra                 | V                  | S                  | V%                 | PR                 | Casa               | Trasf              | Div                | PG                 |
| ----------------------- | ------------------ | ------------------ | ------------------ | ------------------ | ------------------ | ------------------ | ------------------ | ------------------ |
| y – Portland T. Blazers | 49                 | 33                 | .598               | 16,0               | 28–13              | 21–20              | 9–7                | 82                 |
| x – Oklahoma Thunder    | 48                 | 34                 | .585               | 17,0               | 27–14              | 21–20              | 5–11               | 82                 |
| x – Utah Jazz           | 48                 | 34                 | .585               | 17,0               | 28–13              | 20–21              | 7–9                | 82                 |
| x – Minnesota T'wolves  | 47                 | 35                 | .573               | 18,0               | 30–11              | 17–24              | 10–6               | 82                 |
| Denver Nuggets          | 46                 | 36                 | .561               | 19,0               | 31–10              | 15–26              | 9–7                | 82                 |

### Western Conference
| Western Conference | Western Conference        | Western Conference | Western Conference | Western Conference | Western Conference | Western Conference |
| #                  | Squadra                   | V                  | S                  | V%                 | PR                 | PG                 |
| ------------------ | ------------------------- | ------------------ | ------------------ | ------------------ | ------------------ | ------------------ |
| 1                  | z – Houston Rockets *     | 65                 | 17                 | .793               | –                  | 82                 |
| 2                  | y – Golden St. Warriors * | 58                 | 24                 | .707               | 7,0                | 82                 |
| 3                  | y – Portland T. Blazers * | 49                 | 33                 | .598               | 16,0               | 82                 |
| 4                  | x – Oklahoma Thunder      | 48                 | 34                 | .585               | 17,0               | 82                 |
| 5                  | x – Utah Jazz             | 48                 | 34                 | .585               | 17,0               | 82                 |
| 6                  | x – N. Orleans Pelicans   | 48                 | 34                 | .585               | 17,0               | 82                 |
| 7                  | x – San Antonio Spurs     | 47                 | 35                 | .573               | 18,0               | 82                 |
| 8                  | x – Minnesota T'wolves    | 47                 | 35                 | .573               | 18,0               | 82                 |
|                    |                           |                    |                    |                    |                    |                    |
| 9                  | Denver Nuggets            | 46                 | 36                 | .561               | 19,0               | 82                 |
| 10                 | L.A. Clippers             | 42                 | 40                 | .512               | 23,0               | 82                 |
| 11                 | L.A. Lakers               | 35                 | 47                 | .427               | 30,0               | 82                 |
| 12                 | Sacramento Kings          | 27                 | 55                 | .329               | 38,0               | 82                 |
| 13                 | Dallas Mavericks          | 24                 | 58                 | .293               | 41,0               | 82                 |
| 14                 | Memphis Grizzlies         | 22                 | 60                 | .268               | 43,0               | 82                 |
| 15                 | Phoenix Suns              | 21                 | 61                 | .256               | 44,0               | 82                 |

## Mercato

### Free Agency

#### Prolungamenti contrattuali
| Giocatore     | Contratto                      |
| ------------- | ------------------------------ |
| Mason Plumlee | 3 anni – 41 milioni di dollari |

#### Acquisti
| Giocatore     | Contratto                        | Provenienza        |
| ------------- | -------------------------------- | ------------------ |
| Paul Millsap  | 3 anni – 95,4 milioni di dollari | Atlanta Hawks      |
| Torrey Craig  | Contratto Two-way                | Gold Coast Rollers |
| Monté Morris^ | Contratto Two-way                | Iowa St. Cyclones  |

#### Cessioni
| Giocatore   | Motivo     | Nuova squadra |
| ----------- | ---------- | ------------- |
| Mike Miller | Rilasciato |               |

### Scambi
| 22 giugno 2017  | Denver NuggetsTrey Lyles Draft rights per Tyler Lydon (Scelta n° 24 del draft)    | Utah JazzDraft rights per Donovan Mitchell (Scelta n° 13 del draft) |
| 6 luglio 2017   | Denver NuggetsScelta 2º giro Draft 2019 Atlanta Hawks                             | L.A. ClippersDanilo Gallinari                                       |
| 6 luglio 2017   | Atlanta HawksJamal Crawford Diamond Stone Scelta 1º giro Draft 2018 L.A. Clippers |                                                                     |
| 8 febbraio 2018 | Denver NuggetsDevin Harris Scelta 2º giro Draft 2018 N.Y. Knicks                  | N.Y. KnicksEmmanuel Mudiay                                          |
| 8 febbraio 2018 | Dallas MavericksDoug McDermott Scelta 2º giro Draft 2018 Denver Nuggets           |                                                                     |

## Premi individuali
| Assegnato a  | Premio                                       | Data premio      | Ref.   |
| ------------ | -------------------------------------------- | ---------------- | ------ |
| Nikola Jokić | Giocatore della settimana Western Conference | 12 novembre 2017 | [ 9 ]  |
| Nikola Jokić | Giocatore della settimana Western Conference | 9 aprile 2018    | [ 10 ] |